# 리디아 제이커비
리디아 앨리스 제이커비(영어: Lydia Alice Jacoby, 2004년 2월 29일~)는 미국의 수영 선수로 주 종목은 평영이다. 2020년 하계 올림픽 여자 평영 100m 종목에서 금메달을 획득했고 혼계영 400m 종목에서 금메달을 획득했다.